# Wschodni Raj
Wschodni Raj (jap. 東のエデン Higashi no Eden) – serial anime wyprodukowany przez studio Production I.G. Za scenariusz i reżyserię odpowiadał Kenji Kamiyama, a za projekty postaci Chika Umino. Seria była emitowana od kwietnia do czerwca 2009 na antenie Fuji TV w bloku Noitamina.

## Fabuła
10 listopada 2010 – dziesięć pocisków spada na Japonię, nie powodując widocznych ofiar w ludziach. Atak ten nazwany Nieostrożnym Poniedziałkiem wkrótce zostaje zapomniany. Akcja anime rozpoczyna się 3 miesiące później. Młoda kobieta, Saki Morimi, przebywająca w Ameryce z okazji ukończenia szkoły, wpada w kłopoty, z których ratuje ją nagi mężczyzna – Akira Takizawa. Człowiek wydaje się nic nie pamiętać, posiada przy sobie tylko broń trzymaną w jednej ręce i telefon komórkowy w drugiej z 8,2 mld jenów na koncie.

## Bohaterowie

### Główni
Saki Morimi (jap. 森美 咲 Morimi Saki)
Seiyū: Saori Hayami 
Urodziła się 6 stycznia 1989 roku, ma 22 lata. Jej rodzice zginęli, mieszka ze swoją siostrą, szwagrem i ich dzieckiem. Przebywa wraz z rodziną i przyjaciółmi w Ameryce z okazji ukończenia szkoły. Tylko ona spotyka Akira Takizawa, który wyciąga ją z kłopotów.
Akira Takizawa (jap. 滝沢 朗 Takizawa Akira)
Seiyū: Ryōhei Kimura 

### Higashi no Eden
Satoshi Ōsugi (jap. 大杉 智 Ōsugi Satoshi)
Seiyū: Takuya Eguchi 
Kazuomi Hirasawa (jap. 平澤 一臣 Hirasawa Kazuomi)
Seiyū: Motoyuki Kawahara 
Mikuru Katsuhara (jap. 葛原みくる Katsuhara Mikuru)
Micchon (jap. みっちょん)
Seiyū: Ayaka Saitō 
Onee (jap. おネエ lit. Sister)
Seiyū: Kimiko Saitō 
Haruo Kasuga (jap. 春日 晴男 Kasuga Haruo)
Seiyū: Hayato Taya 

### Selecao
Yūsei Kondō (jap. 近藤 勇誠 Kondō Yūsei)
Seiyū: Hiroshi Shirokuma 
Kuroha Diana Shiratori (jap. 白鳥・D・黒羽 Shiratori Daiana Kuroha)
Seiyū: Rei Igarashi 
Hajime Hiura (jap. 火浦 元 Hiura Hajime)
Seiyū: Shinji Ogawa 
Daiju Mononobe (jap. 物部 大樹 Mononobe Daiju)
Seiyū: Atsushi Miyauchi 

### Inne
Juiz (jap. ジュイス Juisu)
Seiyū: Sakiko Tamagawa 
Mr. OUTSIDE (jap. ミスター・アウトサイド Misutā Autosaido)
Yutaka Itazu (jap. 板津 豊 Itazu Yutaka)
Seiyū: Nobuyuki Hiyama 

## Anime
Seria została zapowiedziana w 2008 roku. Za scenariusz i reżyserię odpowiadał Kenji Kamiyama, projekty postaci wykonała Chika Umino, a muzykę skomponował Kenji Kawai. Serial był emitowany od 9 kwietnia do 19 czerwca 2009 na antenie Fuji TV w bloku Noitamina. Motywem otwierającym jest „Falling Down” w wykonaniu brytyjskiego zespołu Oasis, natomiast końcowym „futuristic imagination” autorstwa School Food Punishment. 
W Polsce anime było nadawane na kanale Sci Fi. 

### Lista odcinków
| №  | Tytuł | Reżyseria                           | Scenariusz                       | Premiera         | Premiera w Polsce |
| -- | --- | ----------------------------------- | -------------------------------- | ---------------- | ----------------- |
| 1  | Spotkanie z księciem Ōji-sama o hirotta yo (王子様を拾ったよ)                                                    | Hiroshi Yamazaki                    | Chihiro Itō Kenji Kamiyama       | 9 kwietnia 2009  | 8 sierpnia 2020   |
| 2  | Smutny poniedziałek Yūutsu na getsuyōbi (憂鬱な月曜日)                                                           | Toshiyuki Kawano                    | Kenji Kamiyama Naohiro Fukushima | 16 kwietnia 2009 | 8 sierpnia 2020   |
| 3  | Nocny seans Reito shō no yoru ni (レイトショーの夜に)                                                            | Kōdai Kakimoto                      | Kenji Kamiyama Dai Satō          | 23 kwietnia 2009 | 8 sierpnia 2020   |
| 4  | Rzeczywistość prawdziwa i sfałszowana Riaru na genjitsu kyokō no genjitsu (リアルな現実 虚構の現実)              | Kenichi Maejima                     | Kenji Kamiyama Shunpei Okada     | 30 kwietnia 2009 | 8 sierpnia 2020   |
| 5  | Nie czas, żeby o tym myśleć Ima, sonna koto kangaeteru baai janai no ni (今、そんなこと考えてる場合じゃないのに) | Tarō Iwasaki                        | Kenji Kamiyama Shōtarō Suga      | 7 maja 2009      | 15 sierpnia 2020  |
| 6  | Eden Higashi no Eden (東のエデン)                                                                                | Hisashi Ishii                       | Kenji Kamiyama Carlos Kasuga     | 14 maja 2009     | 15 sierpnia 2020  |
| 7  | Lot czarnego łabędzia Burakku suwan mau (ブラックスワン舞う)                                                     | Toshiyuki Kawano                    | Kenji Kamiyama Naohiro Fukushima | 21 maja 2009     | 15 sierpnia 2020  |
| 8  | Poszukiwanie zaginionej ścieżki Arakajime ushinawareta michinori o sagashite (あらかじめ失われた道程をさがして)  | Mitsutaka Noshitani                 | Kenji Kamiyama Dai Satō          | 28 maja 2009     | 15 sierpnia 2020  |
| 9  | Efemeryczny człowiek Hakanasugita otoko (ハカナ過ギタ男)                                                         | Kōdai Kakimoto                      | Kenji Kamiyama Shunpei Okada     | 4 czerwca 2009   | 22 sierpnia 2020  |
| 10 | Kto zabił Akirę Takizawę? Darega Takizawa Akira o Koroshita ka (誰が滝沢朗を殺したか)                            | Tarō Iwasaki                        | Kenji Kamiyama Shōtarō Suga      | 11 czerwca 2009  | 22 sierpnia 2020  |
| 11 | Eden trwa nadal Sara ni tsuzuku higashi (さらにつづく東)                                                         | Toshiyuki Kawano Masayuki Yoshihara | Kenji Kamiyama Carlos Kasuga     | 18 czerwca 2009  | 22 sierpnia 2020  |